# Raión de Petrykaŭ
Pétrikov (en bielorruso: Пе́трыкаўскі раён) es un raión o distrito de Bielorrusia, en la provincia (vóblast) de Gómel. Comprende una superficie de 2 831 km². Su capital es Pétrykau.

## Demografía
Según estimación 2010, contaba con una población total de 33 960 habitantes.

## Subdivisiones
Comprende la ciudad subdistrital de Pétrykau (la capital), el asentamiento de tipo urbano de Kapatkévichy y los siguientes 15 consejos rurales:
- Babúnichy
- Halubitsa
- Hrabau
- Kamaróvichy
- Kaptsévichy
- Kolki
- Kónkavichy
- Lúchytsy
- Liáskavichy
- Muliárauka
- Mýshanka
- Navasiolki
- Pétrykau
- Ptsich
- Chaliúshchavichy